# Josef Urban (spisovatel)
Josef Urban (* 3. února 1965 Zábřeh) je český spisovatel, scenárista, režisér a producent.

## Životopis
Josef Urban je absolvent Přírodovědné fakulty Univerzity Karlovy v Praze, reprezentant ČSSR ve sjezdu na divoké vodě, zakladatel expediční společnost Denali (společně s Robertem Kazikem), která se věnovala vodáckým průzkumům a prvosjezdům divokých horských řek na třech světových kontinentech. Na těchto výpravách začaly vznikat první Urbanovy dokumentární filmy. V roce 1998 byl jeho autorský snímek Závěť, který byl poctou tragicky zahynulému příteli, oceněn na několika mezinárodních filmových festivalech. Kniha Nejhlubší údolí světa (se spoluautorem R. Kazikem) se dočkala tří vydání.
Debutem ve světě hraného filmu se stal realizovaný scénář filmu Na vlastní nebezpečí (v režii Filipa Renče), který do značné míry autobiograficky reflektoval dvacetiletou praxi profesionálního vodáka a dobrodruha.
Díly, která se zabývají kontroverzní historií Československé a České republiky, jsou filmově realizované scénáře snímků Habermannův mlýn (režie Juraj Herz) a 7 dní hříchů (v režii Jiřího Chlumského). Obě díla vyšla také v několika knižních vydáních. Za původní scénář k filmu Habermannův mlýn byl Urban v roce 2002 oceněn Cenou Sazky v rámci udílení cen České filmové a televizní akademie.
Česká televize realizovala Urbanovy scénáře k dokumentárním filmům Habermannův mlýn - rodinné stříbro a Ztracené klíče od domova.
V roce 2008 s producentem Danem Krzywoněm založil filmařskou společnost DP FILM, v rámci které realizoval hraná dokumentární dramata pro Českou televizi Kde se valí kameny - Leštinský masakr 1945, Svědkové zrady a distribuční koprodukční film 7 dní hříchů.
V roce 2016 měl premiéru film Tenkrát v ráji, který produkoval a napsal k němu scénář podle své knihy.

## Přehled tvorby

### Romány
- Habermannův mlýn
- Čas kdy muži sestupují na zem
- 7 dní hříchů
- Tenkrát v ráji

### Povídková kniha
- Nejhlubší údolí světa - spoluautor Robert Kazík

### Poezie
- Sbírka Romantika

### Dokumentární filmy a dokumentární dramata
- Závěť - scénář, režie, producent
- Habermannův mlýn - rodinné stříbro - scénář
- Ztracené klíče od domova - scénář
- Kde se valí kameny – Leštinský masakr 1945 - scénář, režie, producent
- Svědkové zrady - scénář, režie, producent

### Hrané distribuční filmy
- Habermannův mlýn – námět a scénář
- Na vlastní nebezpečí – námět a scénář
- 7 dní hříchů – námět, scénář, producent
- Tenkrát v ráji – námět, scénář, producent

### Audiovizuální pořady
- Závěť
- Stopy v divočině
- Tara modrý náhrdelník Evropy
- Ararat
- Staré zlaté časy

## Ocenění
- Film 7 dní hříchů získal v roce 2013 na Slovensku hlavní kinematografickou cenu IGRIC a jako jediný zástupce české kinematografie se probojoval na 35. ročník světového Moskevského mezinárodního filmového festivalu.
- Za původní scénář k filmu Habermannův mlýn byl Urban v roce 2002 oceněn Cenou Sazky v rámci udílení cen České filmové a televizní akademie.
- Za literaturu faktu byl v roce 2024 Urban oceněn Cenou Unie českých spisovatelů, 29. 11. 2024 ve Slovenském domě v Praze.